# ジョージ・テンプルトン・ストロング
ジョージ・テンプルトン・ストロング（George Templeton Strong Jr. 1856年5月26日 ニューヨーク – 1948年6月27日 ジュネーヴ）は、アメリカ合衆国出身のスイスの作曲家・水彩画家。

## 生涯
同名の父親は鉄道会社の顧問弁護士で、エイブラハム・リンカーンの元同僚、ニューヨーク・フィルハーモニック協会の理事というニューヨーク州の名士であった。教養の一環として、両親の勧めでピアノやヴィオラ、オーボエを学ばされ、ニューヨーク・フィルハーモニー協会のリハーサルにも足しげく通ううちに音楽熱に取り付かれる。音楽家になりたいとの夢を語ったところ、父親の猛反対に遭い、気付いたときには自宅から叩き出されていた。
このためメトロポリタン歌劇場管弦楽団にイングリッシュホルン奏者の職を求めて自活、1879年から渡欧し、オーケストラのヴィオラ奏者として生計を立てながら、ライプツィヒ音楽院でザーロモン・ヤーダスゾーンに、その後はフランクフルトでヨアヒム・ラフに作曲を師事。その後はヴィースバーデンを拠点とし、新ドイツ楽派の一員として作曲活動に入る。1885年の交響詩『ウンディーネ』はリストに献呈され、リストから称賛を受けた。大作の交響曲第2番『ジントラム』は、1888年の作品である。
1891年には、同郷の作曲家マクダウェルの招きで帰国、ボストンのニューイングランド音楽院作曲科で教鞭を執るものの、やがて体調を崩して不本意な結果しか出せず、2年後に辞職してヨーロッパに戻り、スイスに住居を構える。1890年代は音楽活動よりも、地方の風景画家として生計を立てた。1900年代から徐々に作曲活動に復帰、1910年代には指揮者のエルネスト・アンセルメらとも親交を結んで、ジュネーヴ楽壇の要人の一人に名を連ねた。これ以降は画業のかたわら、旧作の改訂や、管弦楽曲を中心とする作曲活動を晩年まで続けた。

### 作風と作品
ストロングは、アカデミックなライプツィヒと、よりロマンティックなフランクフルト、進歩主義と新ドイツ学派の牙城ヴァイマルというように、ドイツの性格の異なる様々な音楽都市で学んだことにより、幅広く柔軟な音楽的趣味を身に付けた。明晰さと職人的完成を重んじる一方で、独創性と創意工夫を尊重する指定となって現れている。この姿勢は、ストロングが支持した同時代の作曲家についても当てはまる。ストロングは、グラズノフやラヴェルに敬意を払い、マーラーやR.シュトラウスを情熱的に支持した。一方、アンセルメの友人ではあったものの、ストラヴィンスキー作品には理解が持てなかった。
ストロングは、ピアノ曲や歌曲が創作の中心だったマクダウェルとは対照的に、アンサンブル作品、とりわけ管弦楽曲の作曲を得意とした。一方、マクダウェルがアメリカ帰国後に、アメリカの様々な民族の民謡に影響されたのに対して、帰国が短かったストロングは、民族主義的な作風にほとんど興味を示さず、フォスター作品の編曲を手がけたり、一時的にマクダウェルの手法で北米大陸先住民の民謡を改作したにすぎなかった。
作曲家としてはおおむねロマン主義音楽の伝統上にある。ロッシーニやベルリオーズ、ラフに影響を受け、オーケストレーションは重厚華麗である。しかし、ペシミスティックな題材や、劇的で不安な表現への好みという点では、むしろしばしば精神的にチャイコフスキーとのつながりを指摘することもできよう。とりわけ長編の交響詩『アーサー王』（1916年）は、音色の好みや表現の質において、しばしば『悲愴交響曲』を連想させずにおかない。しかも、マクダウェルやチャドウィックに比べると旋律の息が長いのも、チャイコフスキーを連想させる。一方でストロングの交響詩は、しばしば大変に長大であるにもかかわらず楽曲構成が緊密で、曲の展開が論理的である。

## 主要作品一覧
- 交響曲第2番ト短調 作品50（1887年 - 1888年）
- 交響詩『ウンディーネ』（1885年）
  - 1939年の改訂稿ではドイツ語からフランス語の『オンディーヌ』に変更
- 交響組曲『夜』（1913年）
- 交響詩『アーサー王』（1916年）
- 3つの管弦楽組曲『スケッチ帳から』（D'un Cahier d'Images）》
  - 1890年代に2台ピアノ用作品として作曲後、放置されたままの草稿を基に、1940年ごろにオーケストレーションを施したもの
- 弦楽合奏のための『レーオ・ハスラーのコラール主題による変奏曲』（1929年）